# Gerold Walzel

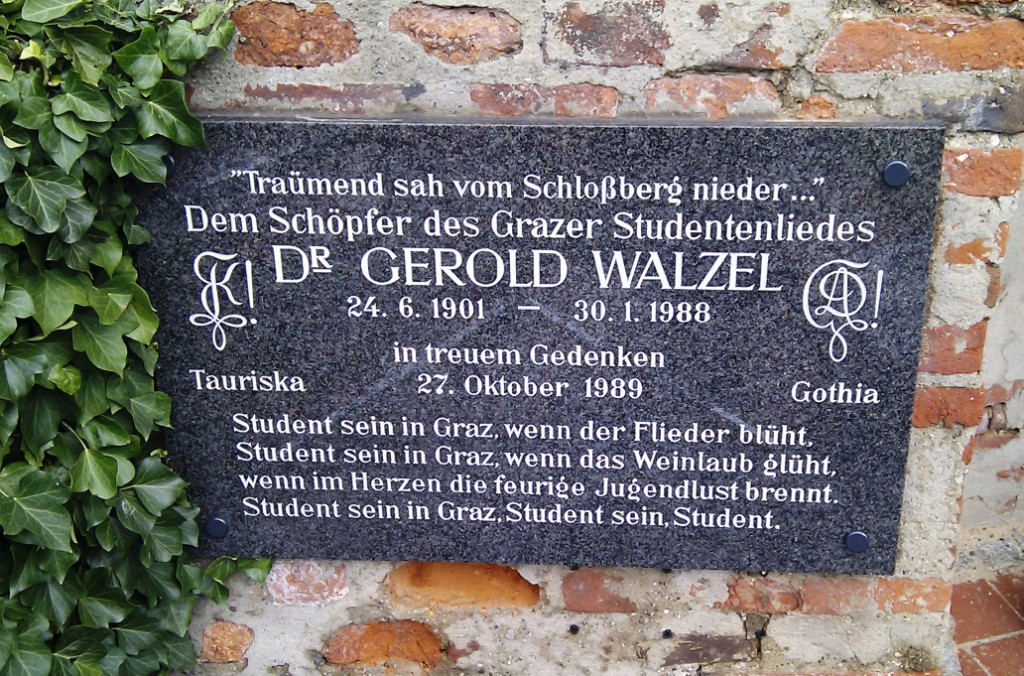
Gedenktafel zu Ehren Gerold Walzels auf dem Grazer Schloßberg

Gerold Walzel (* 24. Juni 1901 in Villach; † 30. Januar 1988 in Althofen, Kärnten) war ein österreichischer Dichter und Komponist.

## Leben
Walzel wurde als Sohn eines k. u. k.-Beamten in Villach geboren. Er besuchte das Realgymnasium und übersiedelte mit seiner Familie nach Linz, wo er 1919 maturierte. Nach verschiedenen Stationen (Technikstudium, Volontär in Augsburg) inskribierte er an der Universität Graz Naturwissenschaften (Physik und Chemie). Nach dem Zweiten Weltkrieg geriet er in Gefangenschaft und wurde 1947 entlassen. 1950 erhielt er eine Stellung in Wien bei der Alpine-Montangesellschaft, wo er bis zu seiner Pensionierung im Jahr 1966 verblieb. Ab 1968 lebte er in Klagenfurt. Er ist in Klagenfurt auf dem Friedhof St. Martin in der Luegerstraße bestattet.

## Studentenverbindungen
Walzel war Mitglied mehrerer wehrhafter Studentenverbindungen, woran an seiner Grabplatte vier Zirkel erinnern. So war er unter anderem Mitglied der Verbindung Kärntner Studenten Tauriska, der heutigen Akademischen Sängerschaft zu Klagenfurt, und der Akademischen Sängerschaft Gothia zu Graz.

## Werk
Von ihm stammt das Grazer Studentenlied „Träumend sah vom Schloßberg nieder“.

## Erinnerung
In Graz erinnert eine Gedenktafel am Schloßberg an ihn.